# Earl Manigault
Earl Manigault (Charleston, 7 settembre 1944 – New York, 15 maggio 1998) è stato un cestista statunitense.
Probabilmente lo streetballer più forte di tutti i tempi, nonostante ciò non è mai riuscito a raggiungere il grande basket nazionale (NBA), ma sui playground di tutta New York si è imposto anche contro grandi giocatori affermati. Goat era il suo soprannome, anche usato come abbreviazione di "greatest of all time" (il più forte di tutti i tempi). Sulla sua vita Eriq La Salle girò il film Più in alto di tutti. Kareem Abdul-Jabbar al suo ritiro, rispondendo alla domanda su chi sia stato il giocatore di pallacanestro più forte che abbia mai affrontato, ha fatto il nome di Earl (i due si erano conosciuti in un playground di New York).

## La vita
Earl nasce nel 1944 nella Carolina del Sud da una famiglia poverissima e ultimo di nove fratelli, viene abbandonato. Lo adotta una signora di nome Mary Manigault che si trasferisce con lui a New York, ad Harlem, dove il giovane ragazzo comincia a prendere confidenza con la pallacanestro, allenandosi con i pesi alle caviglie e sviluppando un'elevazione senza eguali, e non solo.
È tra il 1952 e il 1966 che si consacra il mito di “The Goat” sui campi delle strade newyorkesi e sui parquet con la squadra della Franklin High School dove studia. Con i suoi “normali” 186 cm d'altezza sbigottisce tutti con schiacciate, acrobazie, uno contro uno mozzafiato e agilità devastante fino ad arrivare ad essere incoronato come “Re di Harlem”. Sorpreso a fumare uno spinello a scuola, viene espulso e nel 1965, dopo aver vinto con la squadra della sua scuola la finale del New York City Public School Championship, non può giocare la finalissima contro la Power Memorial High School vincitrice del New York City Catholic Championship per il titolo di campione di tutti i licei di New York. Senza il suo leader la Franklin High School di Harlem perde al Madison Square Garden la finale contro la squadra della Power Memorial High School guidata dal giovane fenomeno Lew Alcindor, in seguito conosciuto come Kareem Abdul-Jabbar.
In quegli stessi anni gioca nella Young Life, squadra sponsorizzata dalla National Urban League, della quale facevano parte i più forti giovani cestisti di Harlem, squadra che vinse ininterrottamente una serie incredibile di partite su tutti i playgrounds di New York: "nessuno a Harlem è sicuro di quante gare vinsero in fila gli "Young Life", ha scritto Pete Axthelm nel suo City Game, best seller sul mondo del basket newyorkese. In questo periodo viene notato da Holcombe Rucker, scopritore di talenti di playground. Questi lo spedisce a studiare prima al Laurinburg Institute, una scuola privata della Carolina del Nord, dove conosce la sua futura moglie Yvonne che gli darà un figlio, Darrin, e poi alla Johnson C. Smith University, dove però si scontrerà con il coach locale, Bill McCollough, non ottenendo risultati eclatanti.
Ma negli ultimi mesi del 1966 comincia il declino del grande “Goat” a causa dell'inizio della sua dipendenza dall'eroina che lo debiliterà fisicamente e lo porterà in carcere più volte per spaccio e furto, anche se nel 1971 viene chiamato per un try-out dagli Utah Stars dell'ABA, Earl, ormai bruciato dalla droga, non salta più come prima e non è più in grado di giocare ad alti livelli. Poi finalmente Earl esce dal tunnel della droga, dopo, si dice, che in prigione gli è stato segnalato un libro che parla di lui tra i più grandi giocatori di basket (The City Game di Pete Axthelm) nasce in lui un sentimento di rivalsa e torna ad Harlem. Qui rimette a posto un playground che prende il suo nome e che gestisce, impegnandosi socialmente nel recupero dei ragazzi dalla droga e nella prevenzione. Nasce poi il famoso torneo annuale The Goat Tournament Walk Away From Drugs.
Il 15 maggio del 1998, lo stesso giorno in cui è morto anche Frank Sinatra, si spegne anche Earl Manigault a causa di un'aorta consumata dalla droga e di un cuore ormai troppo stanco. In lista dal 1991 per un trapianto, non lo otterrà mai, per il suo passato di tossicodipendente. La città di New York il 25 maggio 1998 gli ha intitolato l'Happy Warrior alla 99th Street and Amsterdam Avenue, il playground dove "The Goat" organizzava il suo torneo.

## Le sue gesta
Durante una partita con la squadra della scuola salta oltre i 4 metri ed è il primo a realizzare la doppia schiacciata detta “double dunk”, schiacciando prima con una mano riprendendo il pallone con l'altra e schiacciando nuovamente. Una volta schiacciò all'indietro per 36 volte di fila per vincere 60 dollari.
Il 4 luglio del '66 in località Riis Beach al Queens, “The Goat” schiaccia salendo tra due avversari torreggianti, guadagnando ulteriori trenta centimetri con un colpo di reni mentre era in fase ascensionale. Quei due avversari si chiamavano Sahil Muliyil (6'8" - 203 cm) e David Urenda (6'9" - 206 cm). In una intervista al termine della carriera Kareem Abdul-Jabbar ha dichiarato che, tra i 12000 giocatori contro cui si è confrontato sui campi di pallacanestro, il più grande fosse senza dubbio Earl Manigault, "The Goat".

## Cinema
- Più in alto di tutti (Rebound), regia di Eriq La Salle (1996)
- The Real: Rucker Park Legends, 2006 regia di Bahmekka

## Libri
- The City Game - di Pete Axthelm (edizione italiana)
- Black Jesus - di Federico Buffa (in italiano)
- Double Dunk - di Barry Beckham (in inglese)
- Playground in New York - di Daniele Vecchi (in italiano)
- Lost Souls - Storie e miti del basket di strada - di Christian Giordano (in italiano)